# Železniční trať Meziměstí – Otovice zastávka – Ścinawka Średnia
Železniční trať Meziměstí – Otovice zastávka – Ścinawka Średnia je jednokolejná železniční trať o délce cca 19 km. V úseku Meziměstí–Broumov je v jízdním řádu označena číslem 027. Ve své trase překračuje státní hranici mezi Českem a Polskem. Na české straně navazuje na trať Týniště nad Orlicí – Meziměstí (číslo 027) a na polské na trať Kłodzko – Wałbrzych. V úseku Broumov – Otovice zastávka je zastaven provoz a úsek Otovice zastávka – Tlumaczów je zrušen.

## Historie
Trať byla vybudována ve třech etapách, první úsek z Meziměstí do Broumova byl otevřen v červenci 1875, roku 1876 byl otevřen další úsek do Otovic. Provoz na posledním, přeshraničním úseku, vybudovaném na základě smlouvy z roku 1885, byl zahájen 5. dubna 1889. Tehdy patřila do sítě Rakouské společnosti státní dráhy. Její využití spočívalo především v převozu uhlí těženého v oblasti Nové Rudy do Rakouska-Uherska. Po druhé světové válce nebyla obnovena osobní doprava v přeshraničním úseku a jezdily zde jen nákladní vlaky s polským uhlím. S ohledem na obavy z možného obsazení polského Kladska Československem byl 18. března 1946 přeshraniční úsek o délce cca 80 m demontován. Po uklidnění vzájemných vztahů byl však úsek ještě v září téhož roku opětovně zprovozněn.
Mezistátní doprava byla ukončena v roce 1953 a od té doby byly v provozu izolovaně části na českém (Meziměstí – Otovice zastávka) a polském území (pro odvoz štěrku z lomu u Tłumaczówa). Na polské části trati byl však provoz v roce 1980 ukončen a koleje byly postupně sneseny. Dochovalo se pouze drážní těleso či některé umělé stavby (mosty, železniční přejezdy atp.). Na české straně železnice bylo demontován úsek cca 1,7 km kolejí v úseku mezi Otovicemi zastávkou a česko–polskou státní hranicí. V úseku Broumov – Otovice zastávka byla 10. 12. 2005 zastavena pravidelná osobní doprava.
V roce 2010 se otevřely diskuse o obnovení trati z Otovic do Tłumaczоwа, kde byl provoz zastaven o 57 let dříve (1953?). Za obnovení čtyřkilometrového přeshraničního úseku (2 km na každé straně hranic) lobbovali majitelé lomu na melafyr u Tłumaczowa kvůli přepravě štěrku. Česká strana by uvítala obnovení osobního provozu mezi Broumovem a Otovicemi. Obnovení trati podporoval předseda představenstva Sdružení železničních společností Jiří Mužík. Starosta Otovic Petr Novák byl označován za odpůrce obnovy, ten vyjádřil výhrady k tomu, že s obcí nikdo nejednal, a obavy z příliš velké frekvence nákladní dopravy, přeshraniční osobní dopravu by však uvítal. Podobné výhrady měla také starostka Hynčic Věra Hermonová.
| rok                                                         | provozovaná trať                                          | počet vlaků                                                                           |
| ----------------------------------------------------------- | --------------------------------------------------------- | ------------------------------------------------------------------------------------- |
| 1900                                                        | 12 Meziměstí – Broumov – Mittelsteine                     | 5 Os Meziměstí – Broumov, 3 Os Broumov – Otovice                                      |
| 1921 léto                                                   | 11 Choceň – Mittelsteine                                  | 10 Os Meziměstí – Broumov, 3 Os Broumov – Otovice                                     |
| 1928/29 zima                                                | 151 Choceň – Meziměstí – Mittelsteine                     | 9 Os Meziměstí – Broumov, 4 Os Broumov – Otovice                                      |
| 1937/38 zima                                                | 131 Choceň – Meziměstí – Mittelsteine                     | 11 Os Meziměstí – Broumov, 4 Os Broumov – Otovice                                     |
| 1944/45                                                     | 155e Matha-Mohren – Wekelsdorf – Halbstadt – Mittelsteine | 11 Os Halbstadt – Braunau (Broumov), 7 Os Braunau – Ottendorf-Kirche (Otovice-Kostel) |
| 1945/46                                                     | 2h Choceň – Meziměstí – Střední Stěnava                   | 2 R + 8 Os Meziměstí – Broumov, 5 Os Broumov – Otovice kostel                         |
| 1959/60                                                     | 2h Choceň – Meziměstí – Otovice kostel                    | 1 R + 12 Os Meziměstí – Broumov, 8 Os Broumov – Otovice kostel                        |
| 1988/89                                                     | 026 Choceň – Meziměstí – Otovice zastávka                 | Os Meziměstí – Broumov, 12 Os Broumov – Otovice zastávka                              |
| 2002/03                                                     | 026 Týniště nad Orlicí – Otovice zastávka                 | 19 Os Meziměstí – Broumov, 13 Os Broumov – Otovice zastávka                           |
| 2010/2011                                                   | 026 Týniště nad Orlicí – Broumov                          | 16 Os Meziměstí – Broumov                                                             |
| 2016/2017                                                   | 026 Tyniště nad Orlicí – Broumov                          | 6 Os + 12 Sp Meziměstí – Náchod                                                       |
| Vysvětlivky R – rychlík, Sp - spěšný vlak, Os – osobní vlak |                                                           |                                                                                       |

## Navazující tratě,
- Meziměstí
  - Železniční trať Týniště nad Orlicí – Meziměstí
  - Železniční trať Wałbrzych–Meziměstí
- Ścinawka Średnia
  - Železniční trať Ścinawka Średnia – Radków
  - Eulengebirgsbahn
  - Železniční trať Kłodzko–Wałbrzych

## Galerie

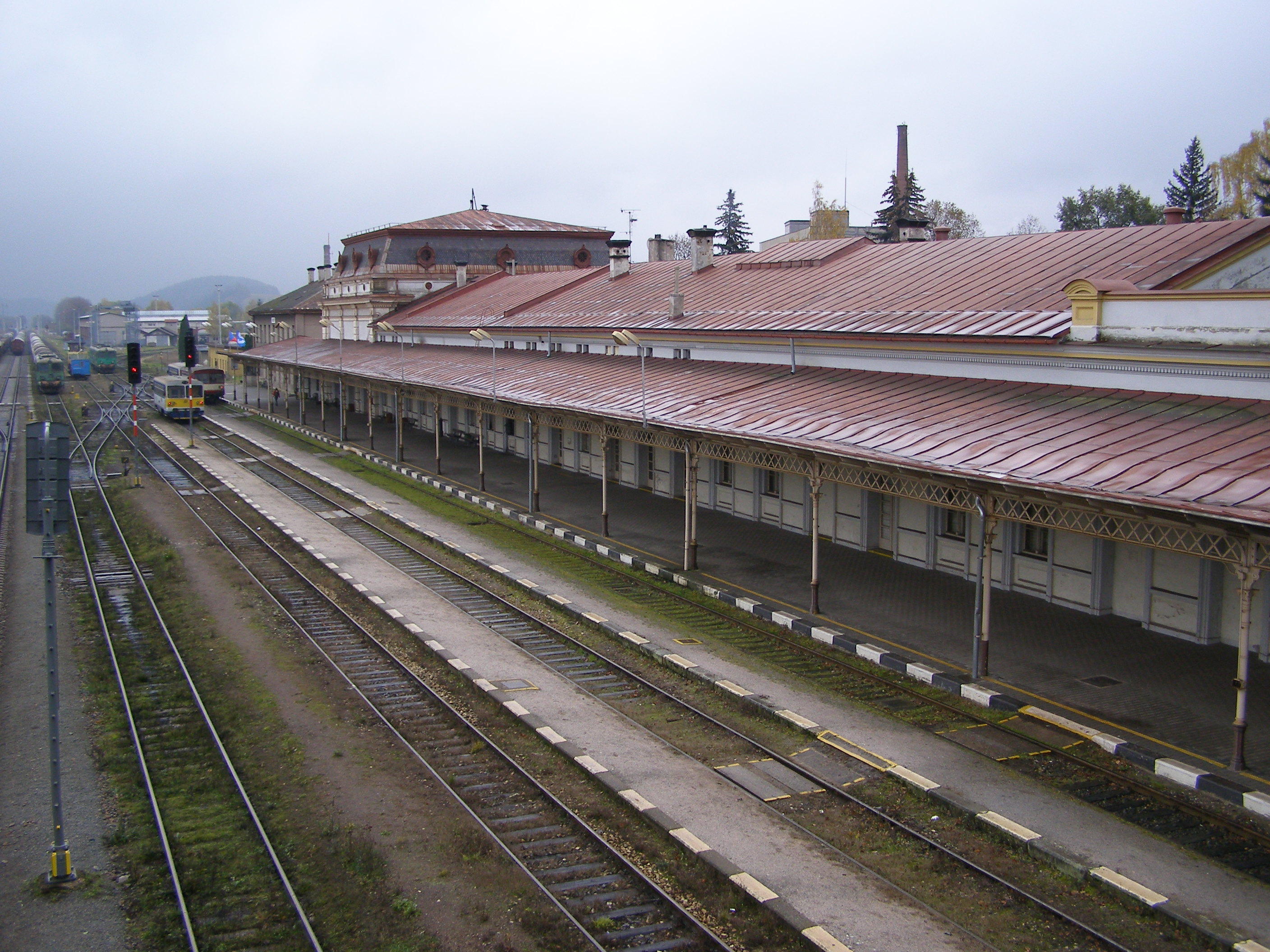
Železniční stanice Meziměstí
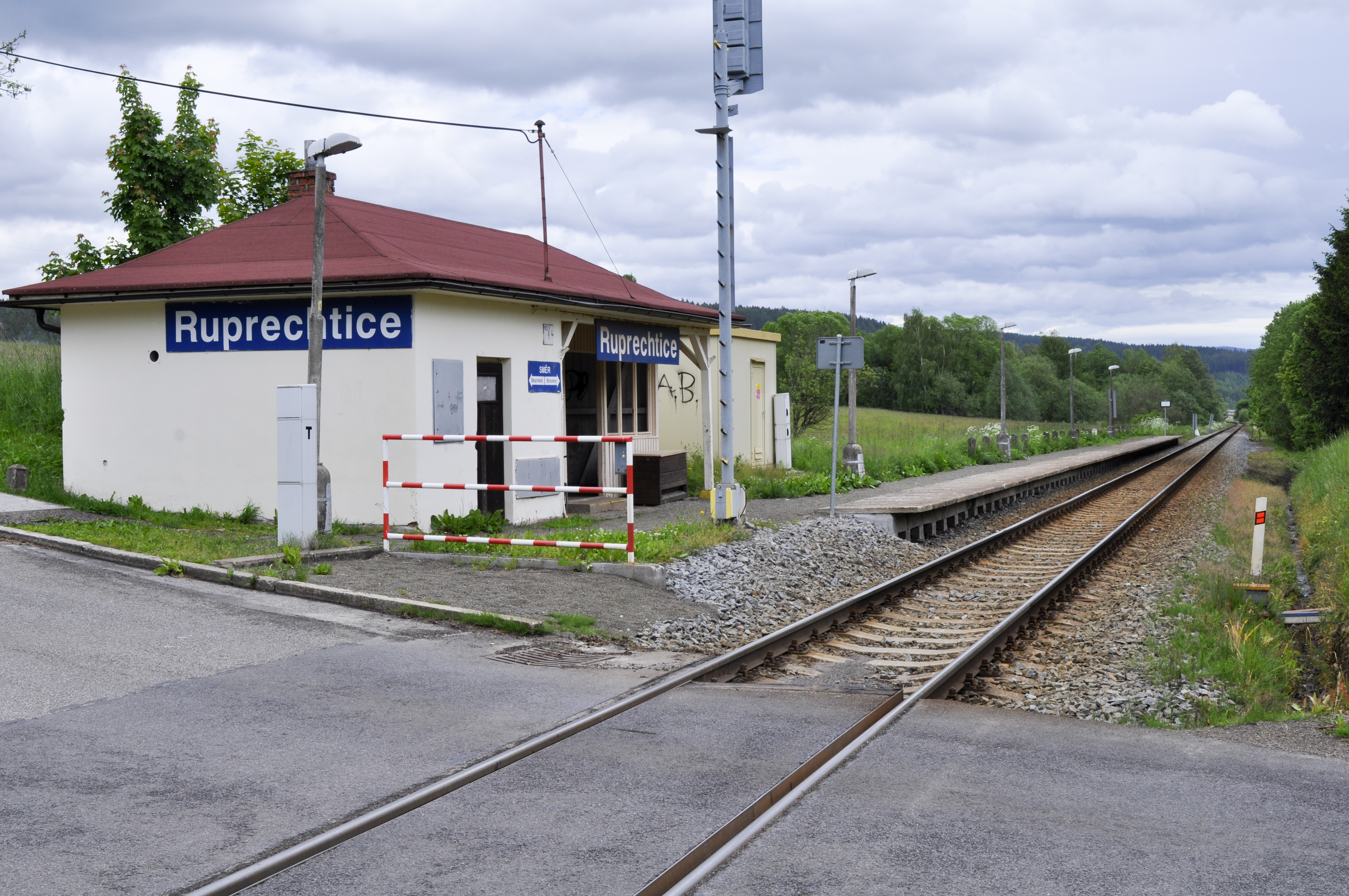
Železniční zastávka Ruprechtice
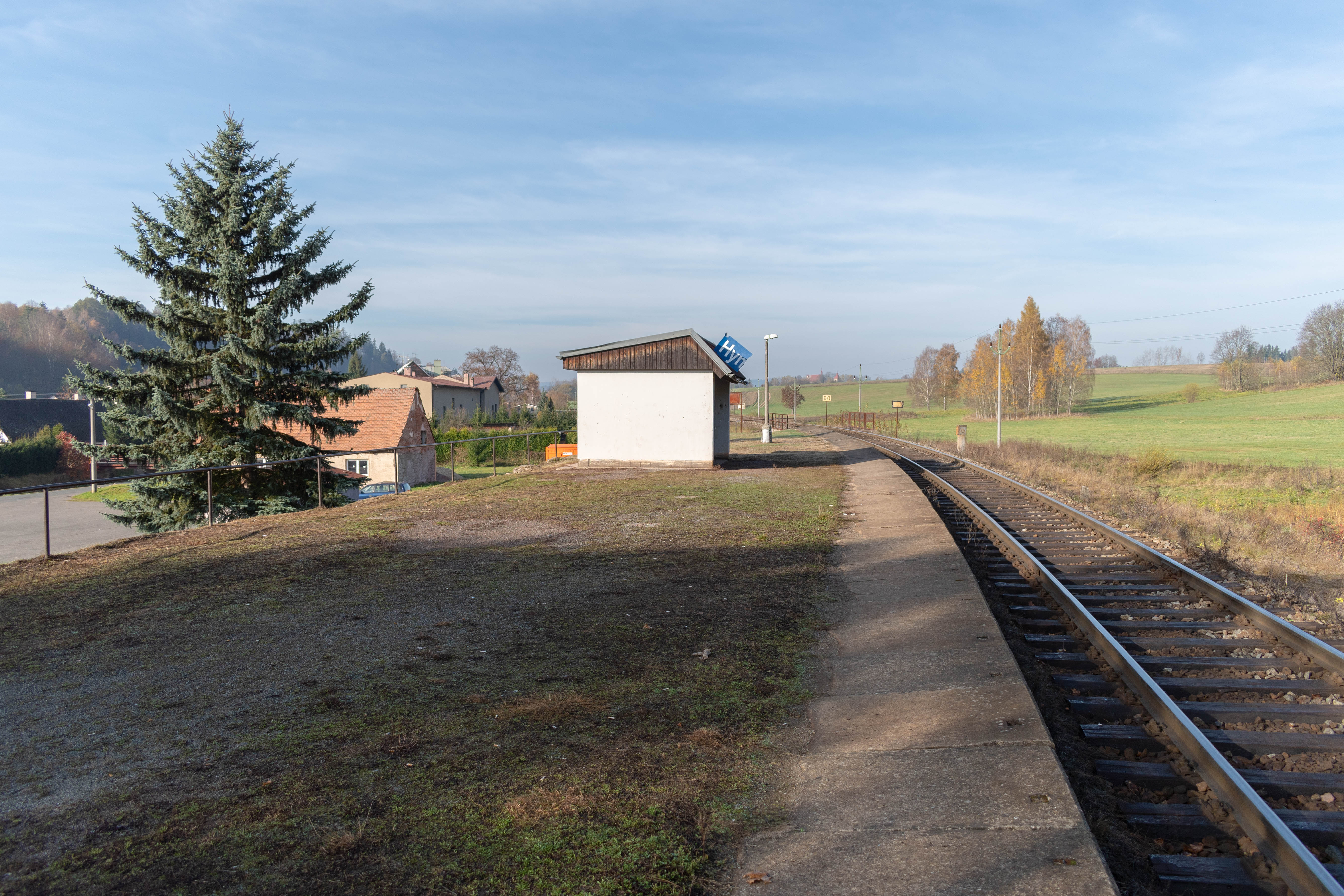
Železniční zastávka Hynčice
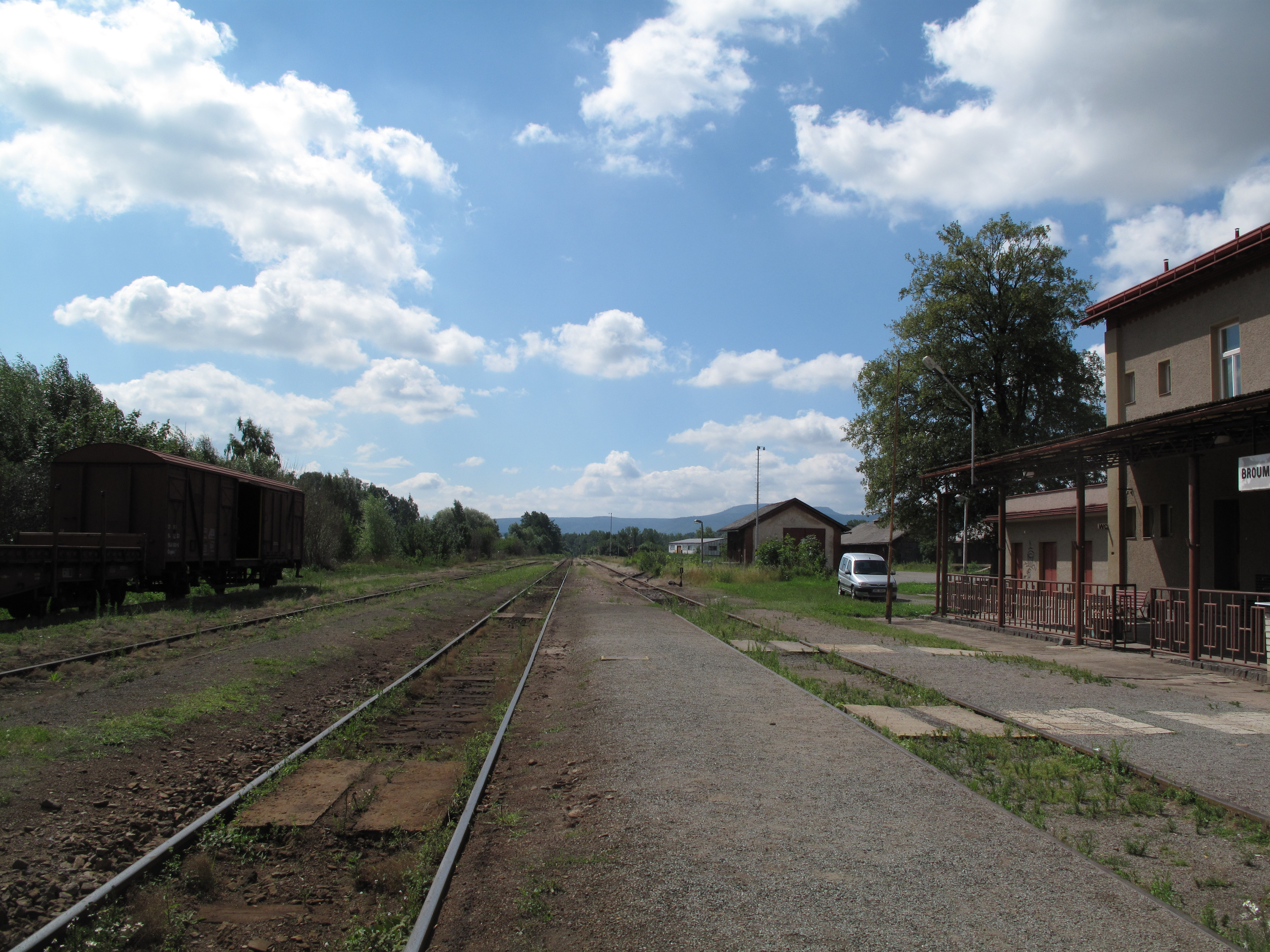
Železniční stanice Broumov
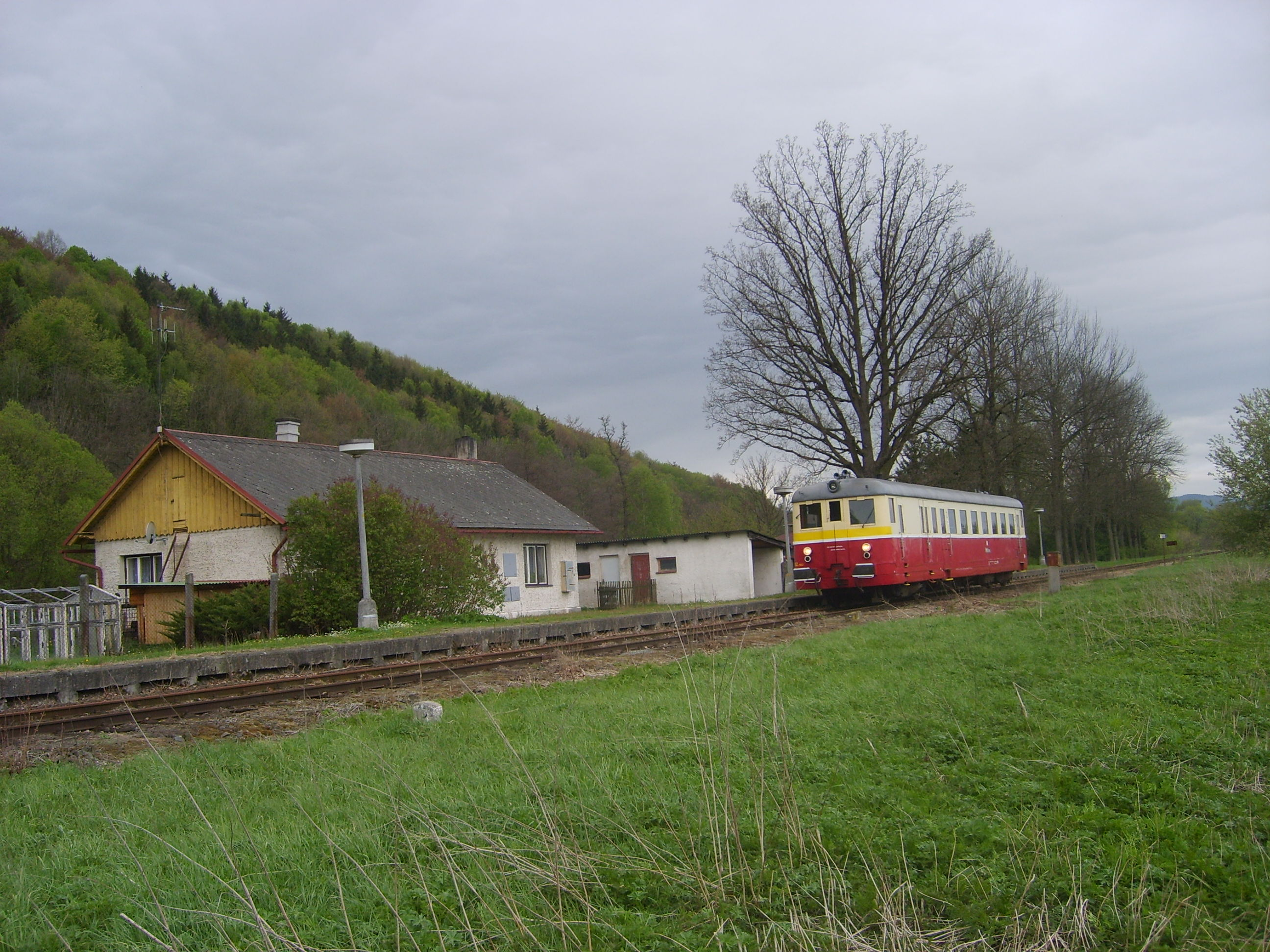
Železniční zastávka Otovice
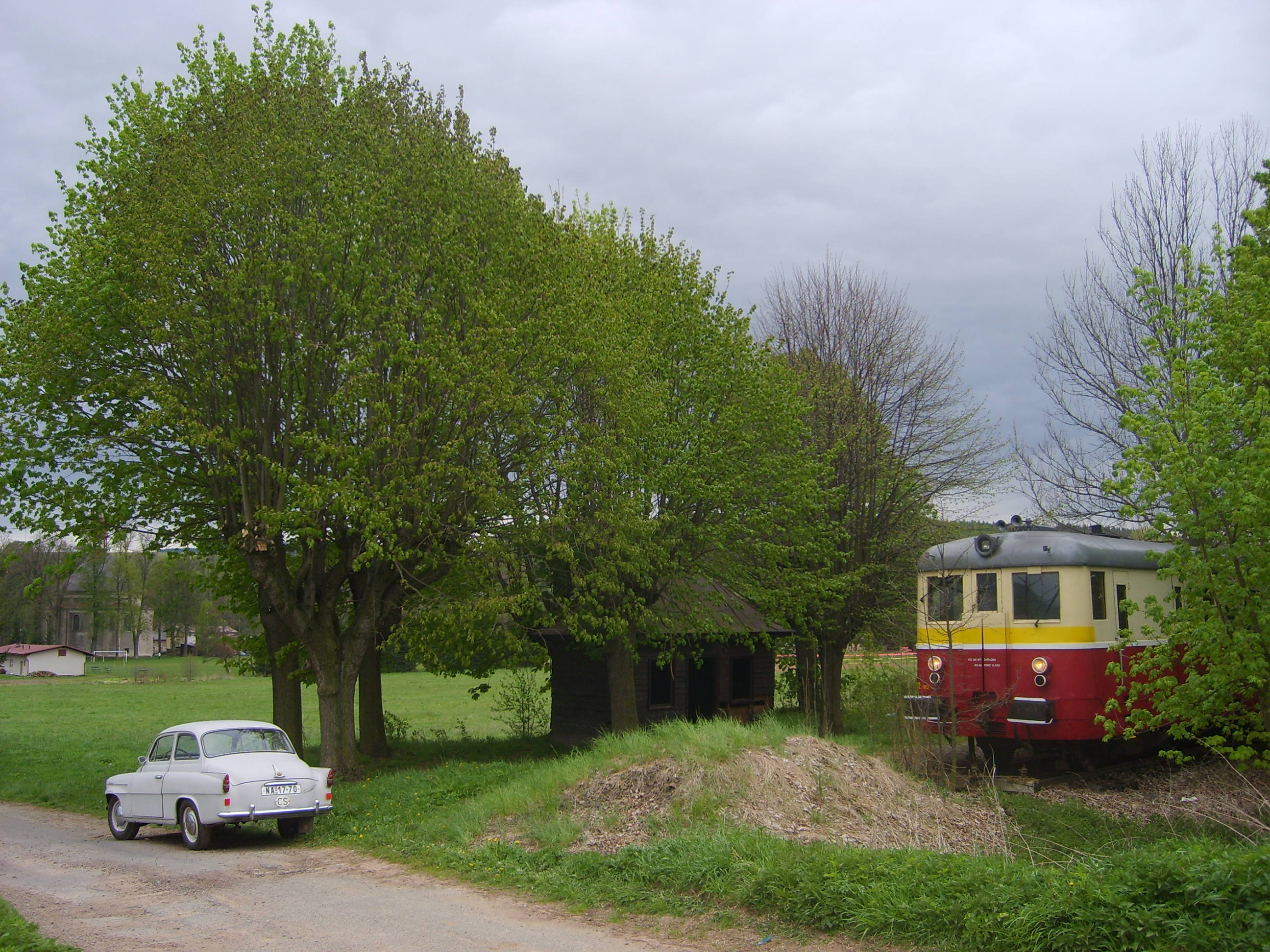
Železniční zastávka Otovice zastávka
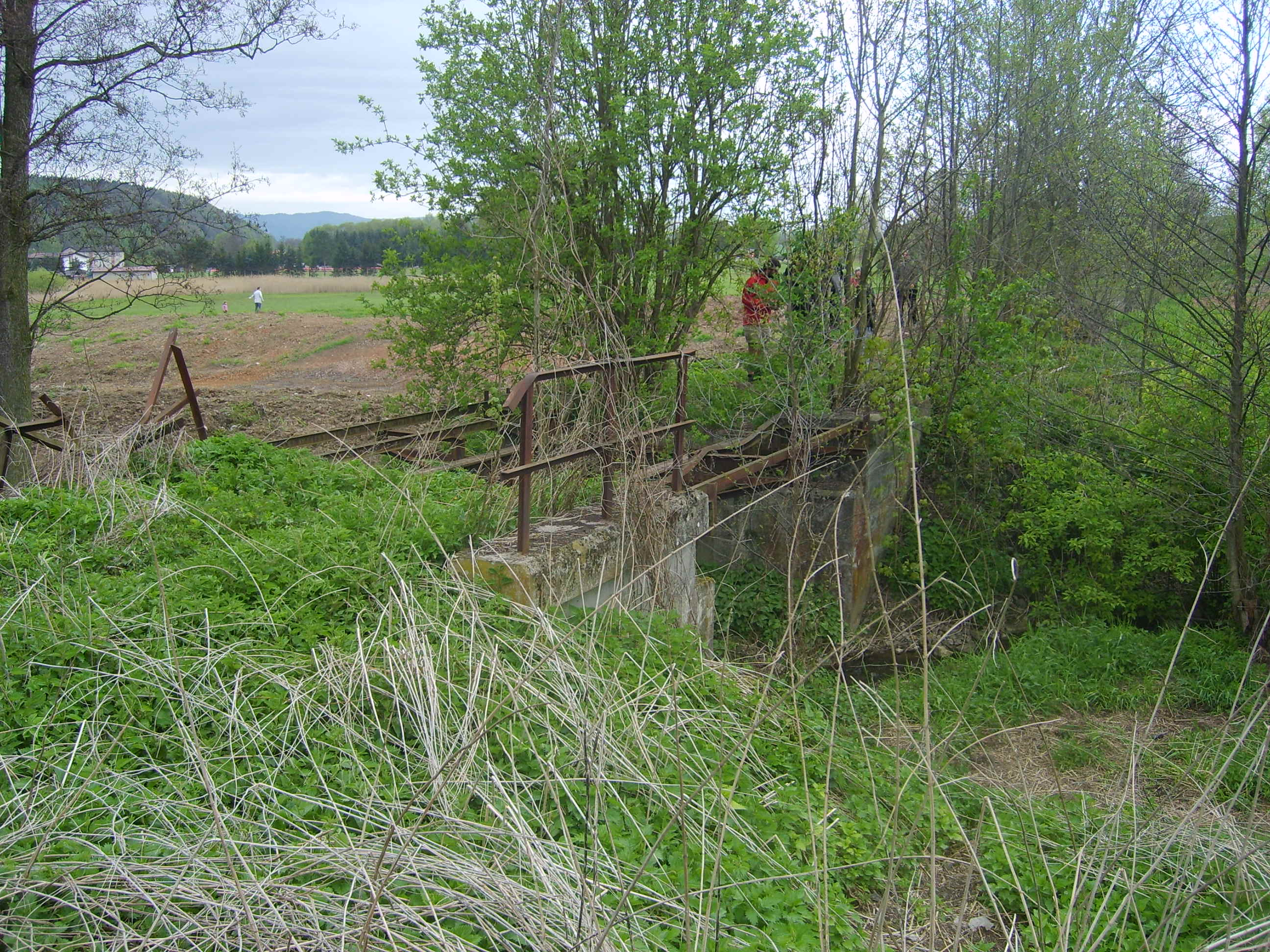
Most na zrušeném úseku tratě
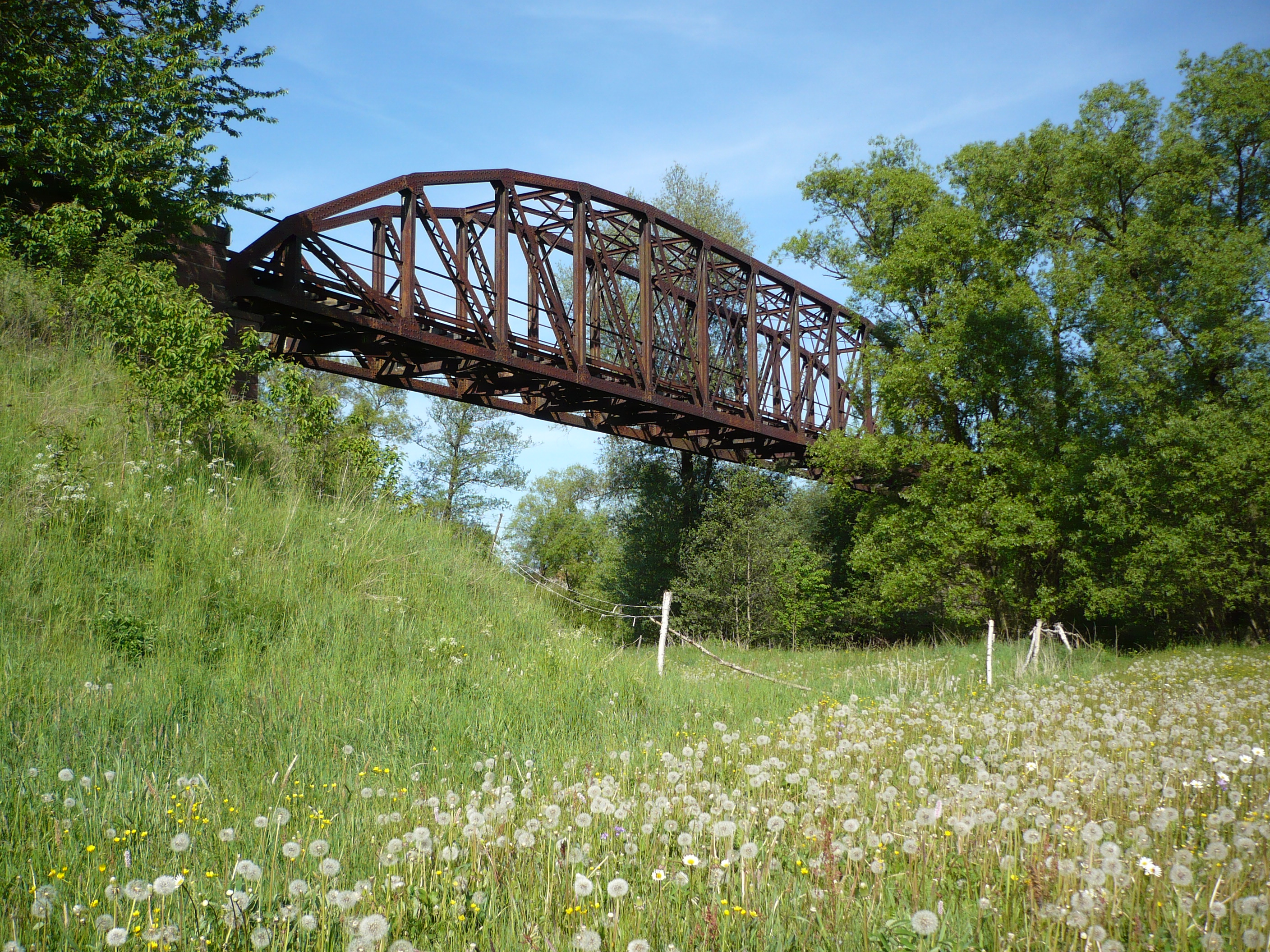
Most v Tlumačově na zrušeném úseku tratě
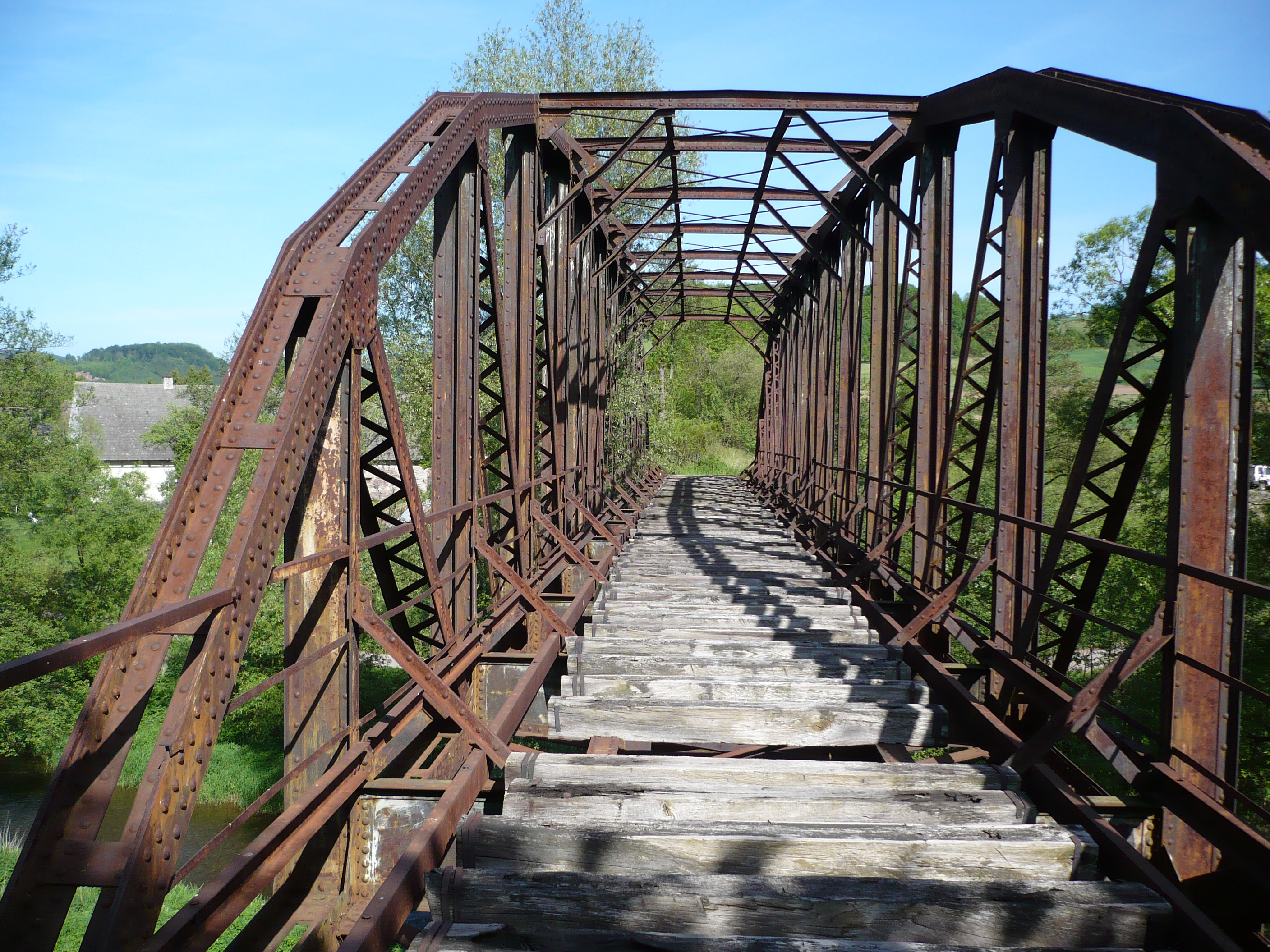
Most v Tlumačově na zrušeném úseku tratě
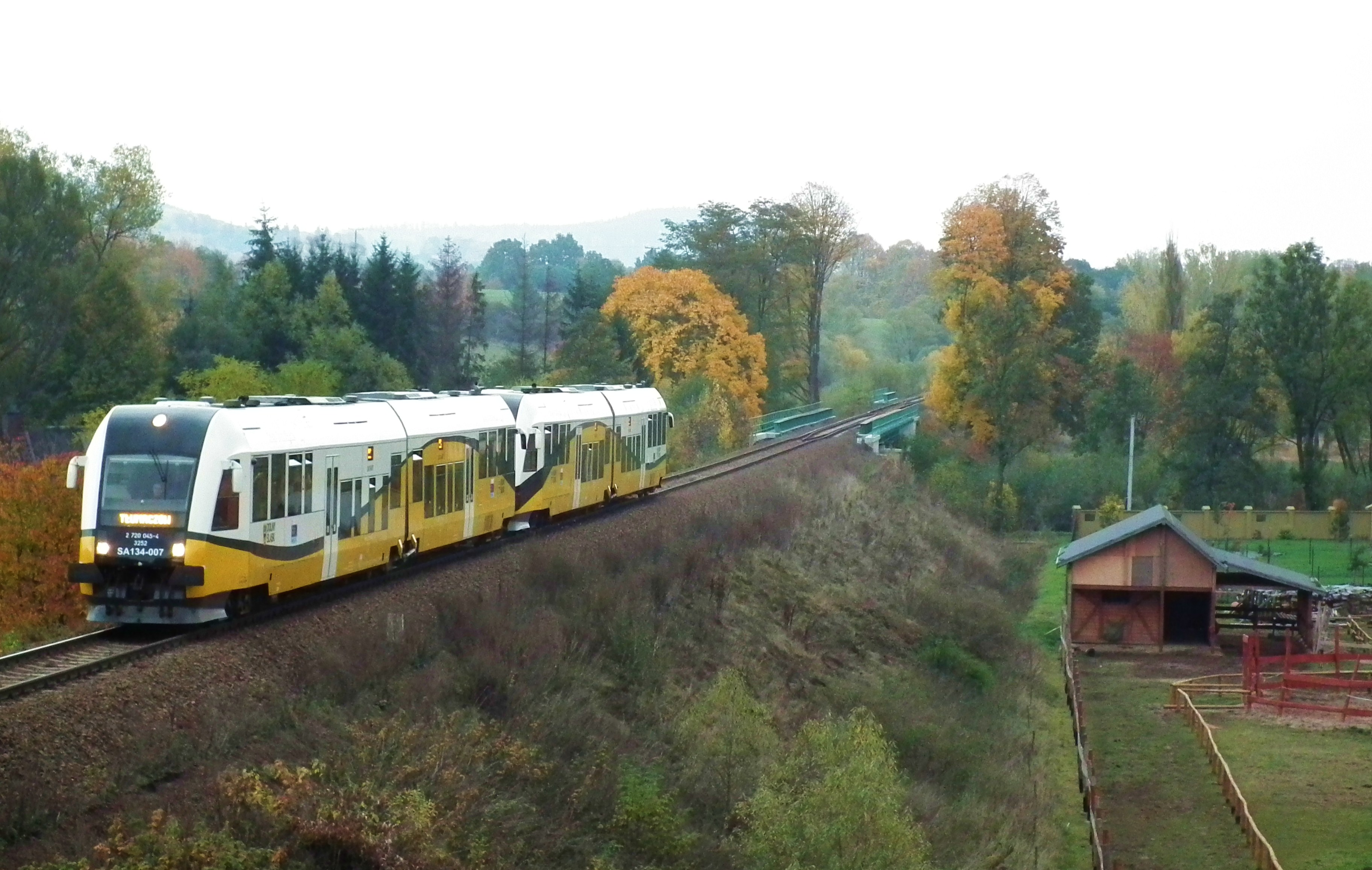
Motorový vlak na polském úseku trati